# Pedro Farnesio
Pedro Farnesio (en italiano, Pietro Farnese; Piacenza, 20 de abril de 1639-Parma, 4 de marzo de 1677) fue un noble italiano perteneciente a la Casa de Farnesio.

## Biografía
Quinto hijo del duque Eduardo I Farnesio de Parma y de Margarita de Médici, hija del gran duque Cosme II de Toscana y de la archiduquesa María Magdalena de Austria. Sus hermanos mayores eran el duque Ranuccio II Farnesio, el general Alejandro Farnesio, y el general Horacio Farnesio.
Lamentablemente se sabe muy poco de su vida.
- Datos: Q3903855